# Simeão de Durham
Simeão (ou Simão) de Durham (Durham, m. depois de 1129), foi um cronista e monge inglês. Quando Guilherme de Saint-Calais voltou de seu exílio na Normandia em 1091, Simão estava, provavelmente, em sua companhia. Simão se tornou chantre do convento, e exemplos de sua letra parecem sobreviver em vários livros de Durham, incluindo o Vitae Liber, o Livro Cantor (cujo texto, ele teria de manter-se atualizado, como parte de suas funções como chantre) e, em cópias de suas próprias obras históricas.